# Klippståndssläktet
Klippståndssläktet (Ligularia) är ett växtsläkte i familjen korgblommiga växter med ca 140 arter från östra Europa och Asien. Flera arter odlas som trädgårdsväxter i Sverige.